# 钟楼怪人 (1996年电影)
《鐘樓怪人》（英語：The Hunchback of Notre Dame）是一部由華特迪士尼製作、於1996年首次上映的電腦動畫電影，為第34部華特迪士尼經典動畫長片，也是迪士尼文藝復興的第七部作品，這部電影的改編自維克多·雨果的作品《巴黎聖母院》，雖然仍保有原作故事的基本架構，但是這部電影卻改動了原作的大部份情節。其劇情重點放在一位羅姆人舞者愛絲梅拉達、菲比斯隊長和加西莫多的三角戀上。加西莫多在劇中擔任主角，他在巴黎聖母院的鐘樓中負責敲鐘，長相雖然很醜陋卻心地善良。
本片導演由加里·特魯斯達爾 和奇克·維斯執導，唐·哈恩擔任製作，其配音陣容包含了湯姆·哈斯、黛咪·摩爾、湯尼·傑、奇雲·格連、保羅·坎德爾、傑森·亞歷山大、查爾斯·金普羅、瑪麗·威克斯和大衛·奧登·史帝爾斯等人。另外，這也是瑪麗·威克斯生前參與的最後一部電影作品，這部電影的音樂則是由亞倫·孟肯和史蒂芬·施沃茨等人作曲。
《鐘樓怪人》於1996年6月21日上映，獲得普遍好評和商業上的成功，全球票房超過3.25億美元，成為1996年全球票房第五高的電影。這部電影也以配樂獲得了奧斯卡獎和金球獎的提名，華特迪士尼劇院於 1999年製作了該電影的更黑暗、更哥特式的舞台改編版。其續集《鐘樓怪人2：老時鐘的秘密》則於2002年以錄影帶首映的方式發行。

## 配音員
| 配音                                                          | 配音                                                              | 配音 | 角色                                          |
| 英語                                                          | 國語                                                              | 粵語 | 角色                                          |
| 湯姆·哈斯                                                     | 梁正暉 高强（唱）                                                 | 詹瑞文 李偉（唱） | 卡西莫多（Quasimodo）                         |
| 黛米·摩尔 海蒂·蒙倫凱爾（唱）                                 | 楊昆                                                              | 關寶慧 陳美鳳（唱） | 愛絲梅拉達（Esmeralda ）                      |
| 東尼·杰                                                       | 林棟甫 楊小勇（唱）                                               | 周志輝 譚錫禧（唱） | 克羅德·法羅路法官（Judge Claude Frollo）      |
| 凱文·克蘭                                                     | 王瑋                                                              | 陳錦鴻 | 菲比斯隊長（Captain Phoebus）                 |
| 保羅·坎迪爾                                                   | 張明權                                                            | 龍天生 曹孝宗（唱） | 克羅賓（Clopin Trouillefou）                  |
| 查理斯·金柏（韋多） 傑森·亞歷山大（雨果） 瑪麗·威克斯（娜芬） | 岳彩富（韋多） 陳兆雄（雨果） 田國安（雨果（唱）） 高凌云（娜芬） | 龔國強（韋多） 金培達（韋多（唱）） 梁灼彬（雨果） 侯煥玲（娜芬）                                                                                              | 韋多、雨果與娜芬（Victor, Hugo, and Laverne） |
| 大衛·奧根·史蒂爾斯                                            | 金效強                                                            | 黃志成 陳晃相（唱） | 聖母院院長（The Archdeacon）                  |
| 法蘭克·華爾克                                                 | 使用原音                                                          | | （Djali）                                     |
| 比爾·法格巴克 克萊·伯頓                                       | 夏克強（布狄） 戰車（奧斯）                                       | 吳錦源（布狄） 羅君左（奧斯） | 布狄及奧斯士兵（Brutish and Oafish Guard）    |
| 格瑞·特拉達爾                                                 |                                                                   | 甄錦華 | （The Old Heretic）                           |
|                                                               | 俞紅 劉峰 劉海波 郁錦花 馬魁 徐震 孫斌 趙祥 李曄 程嘵樺           | 甄詠蓓 陳安瑩 郭思穎 謝月美 葉振邦 莫蒨茹 張偉文 鄭鴻昌 趙自美 曹潔敏 楊淑貞 車遠強 戴俊彬 林俊 陳潔瑩 林豪池 葉葆菁 王家芝 李小梅 蘇德華 楊雲驃 黃偉年 白嘉倩 |                                               |

## 發行
這部電影的DVD由博伟在台湾发行，VCD由中录德加拉在中国大陆发行。电影原声带由滚石在中国大陆、台湾发行。

### 華語版配音问题
迪士尼动画电影通常都是以臺湾配音版为国际中文版。但从花木蘭开始，引进中國大陆并公映的迪士尼电影，都有单独的中國大陆配音版和臺湾配音版。未引进中國大陆公映的迪士尼电影，在发行VCD及DVD时，仍采用臺湾配音版。
因迪士尼资助制作一部叙述达赖喇嘛生平的电影，迪士尼和大陆官方当时处于较紧张的关系，故本作在中国大陆放映的计划取消，改为以碟片形式发行，并以上海电影译制厂译製的版本为国际中文版，这是唯一一部在臺湾公映时採用大陆配音的迪士尼动画电影。（相对地：狮子王则是唯一一部引进中國大陆公映、但公映时采用臺湾配音的迪士尼动画电影。）

## 歌曲
- The Bells of Notre Dame（Performed by Paul Kandel, David Ogden Stiers, Tony Jay, and Chorus）
- Out There（Performed by Tony Jay and Tom Hulce）
- Topsy Turvy（Performed by Paul Kandel and Chorus）
- God Help the Outcasts（Performed by Heidi Mollenhauer, Brian Cummings, Debi Mae West, and Lisa Russo）
- Heaven's Light/Hellfire（Performed by Tom Hulce, David Ogden Stiers, Tony Jay, and Chorus）
- A Guy Like You（Performed by Jason Alexander, Charles Kimbrough, and Mary Wickes）
- The Court of Miracles（Performed by Paul Kandel）
- The Bells of Notre Dame (Reprise)（Performed by Paul Kandel and Chorus）
- Someday（Performed by All-4-One）
- God Help the Outcasts（Performed by Bette Midler）
- Heaven's Light (Reprise)（Performed by Tom Hulce）
- 一天 主唱：杜德伟